# Rudolf Becker (Maler)
Rudolf Becker (* 1856 in Hamburg; † nach 1891) war ein deutscher Landschaftsmaler der Düsseldorfer Schule.

## Leben
Becker war Dekorationsmaler, ehe er sich 1881 für ein Studium der Malerei an der Kunstakademie Düsseldorf einschrieb. Dort war Hugo Crola bis 1882 sein Lehrer. Auch belegte er 1882 den Unterricht in der Kupferstecherklasse von Carl Ernst Forberg. Danach unternahm er Studienreisen in die Niederlande und ins Russische Kaiserreich. Ab 1891 lebte er wieder in Hamburg.
Beckers Landschaftsmalerei behandelte den Herbst, den Wald sowie Regen-, Abend- und Mondlichtstimmungen als Lieblingsmotive.